# باشگاه فوتبال پارتیزانی تیرانا
باشگاه فوتبال پارتیزانی تیرانا (انگلیسی: FK Partizani Tirana) یک باشگاه فوتبال در شهر تیرانا، آلبانی است.
این باشگاه که در سال ۱۹۴۶ تاسیس شده سابقه ۱۵ قهرمانی در سوپر لیگ فوتبال آلبانی و ۱۵ قهرمانی در جام حذفی فوتبال آلبانی را در کارنامه دارد.